# Маніпуляція (фізика)
Маніпуляція (англ. manipulation) – зміна якого-небудь параметра електричних коливань високої частоти, яка застосовується для передавання сигналів. На відміну від модуляції коливань, при маніпуляції не передбачається повільність зміни показників коливального процесу порівняно з самим процесом.
Фазова маніпуляція (англ. Phase-shift keying) – один із видів фазової модуляції, коли фаза несного коливання змінюється стрибками залежно від інформаційного повідомлення.